# Henri de Baillet-Latour
Pour les articles homonymes, voir de Baillet-Latour.
Le comte Henri de Baillet-Latour (le suffixe Latour est ajouté à son patronyme en 1893), né le 1er mars 1876 à Bruxelles et mort le 6 janvier 1942 à Ixelles, est un aristocrate et dirigeant sportif belge. Il est le troisième président du Comité international olympique (CIO) de 1925 à sa mort.

## Biographie
Henri Charles Joseph Ghislain comte de Baillet, né le 1er mars 1876 à Bruxelles, est le fils de Ferdinand de Baillet, sénateur et gouverneur de la province d'Anvers, et de Caroline comtesse d'Oultremont de Duras. Du côté paternel et maternel, l'on compte de nombreuses générations d'aristocrates. En 1904, il épouse Elisabeth de Clary und Aldringen, fille d'un ambassadeur Austro-Hongrois en Belgique. Son fils, le comte Guy de Baillet-Latour meurt en service commandé en Grande-Bretagne le 1er septembre 1941. Son neveu, Alfred de Baillet-Latour (1901-1980) est le dernier représentant masculin de la lignée comtale.
Il est formé chez les Jésuites puis fait des études de droit de 1895 à 1897 à l'Université catholique de Louvain. Il est un sportif émérite pratiquant l'athlétisme, le polo et l'équitation. Il côtoie le roi Léopold II de Belgique et accomplit pour lui plusieurs missions diplomatiques à l'étranger.

### Comité international olympique

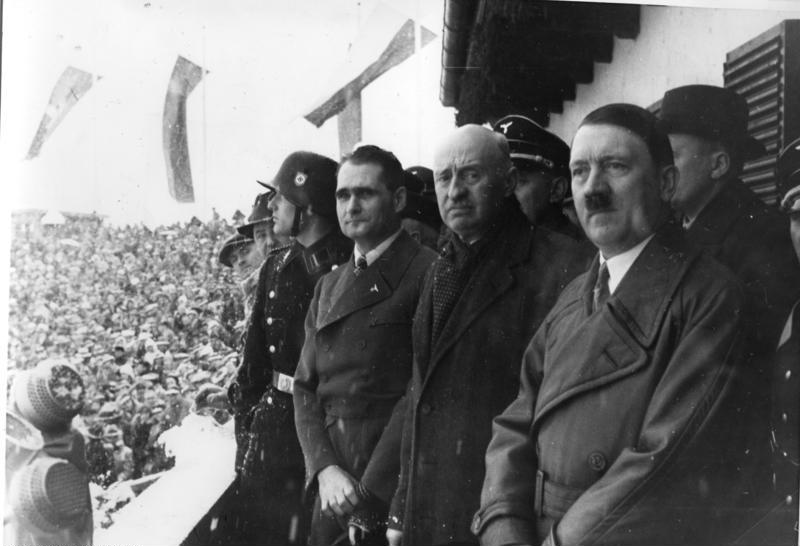
Le comte Henri de Baillet-Latour entouré par Adolf Hitler et Rudolf Hess lors de la cérémonie d'ouverture des Jeux olympiques d'hiver de 1936.

En 1903, alors qu'il n'a que 27 ans, le roi Léopold II le charge de diriger le sport en Belgique. La même année, Baillet-Latour devient membre du CIO. Il est l'un des artisans de la création du Comité olympique belge qui encadre la participation de sportifs belges aux jeux olympiques de 1908 et 1912. Il est l'un des organisateurs des Jeux olympiques d'été de 1920 à Anvers, qui ne sont attribués qu'en 1919. Malgré ce très court délai de préparation faisant suite à la Première Guerre mondiale, ces jeux constituent pour lui un grand succès personnel ayant mis en lumière ses capacités d'organisation et de diplomatie.
Lorsque le fondateur des Jeux olympiques modernes, le baron Pierre de Coubertin, démissionne de son poste de président en 1925, Baillet-Latour est élu pour lui succéder. Une fois élu, il se montre le garant des idéaux de Pierre de Coubertin concernant la neutralité politique du sport et le maintien de l'amateurisme. À la demande de comités olympiques nationaux, il ouvre davantage les jeux olympiques à la participation des femmes, notamment dans l'athlétisme et la gymnastique. Face aux tensions politiques croissantes dues à l'émergence du communisme et du fascisme, son objectif est enfin de maintenir l'unité du mouvement olympique en dissociant strictement la politique et le sport.
Baillet-Latour aura fort à faire pour préserver l'idéal olympique lors de l’organisation des Jeux d’hiver à Garmisch-Partenkirchen et des Jeux d’été à Berlin par l'Allemagne nazie (1936). En 1933 et 1934, il fait pression au nom du Comité international olympique pour faire reculer Adolf Hitler sur la question de la participation des athlètes juifs aux jeux olympiques et sur la neutralité politique des jeux olympiques. Sur ces deux points, il obtient satisfaction, les athlètes juifs ou de couleur ayant notamment pu concourir à Berlin. Grâce aux concessions obtenues du régime hitlérien, il encourage la participation de tous les pays aux jeux et évite un boycott de certains d'entre eux (dont les États-Unis) réticents à la suite des persécutions orchestrées par le national-socialisme allemand.
Lors des Jeux, il est toutefois présent sur de nombreuses photos aux côtés des dignitaires nazis. À ce titre, Baillet-Latour prête le flanc aux critiques. Son attitude et certains de ses propos sont mis en évidence pour souligner son goût pour l'ordre et les questions d'honneur, son anticommunisme viscéral voire une certaine antipathie pour les Juifs. 
À la suite du déclenchement de la Seconde Guerre mondiale, il est contraint d'annuler à la fin 1939 les Jeux olympiques d'été de 1940 à Helsinki. Il n’assistera pas à la renaissance de la flamme olympique, étant emporté par la mort en janvier 1942, à Ixelles. Les autorités allemandes s’emploient à faire un événement de ses funérailles : au drapeau olympique aux cinq anneaux qui recouvre le cercueil, Hitler, Joachim von Ribbentrop, Karl Ritter von Halt et le général Alexander von Falkenhausen font ajouter chacun une couronne de fleurs plus impressionnantes les unes que les autres. Loin de cette mise en scène théâtrale et beaucoup plus discrètement, la famille placera le corps dans le petit village de Latour.

## Hommages et distinctions
En 2008, une chaire olympique Baillet-Latour est soutenue par le fonds Inbev-Baillet-Latour. Créé en 1974 par Alfred de Baillet-Latour (neveu de Henri), ce même fonds contribue à aider financièrement de nombreuses initiatives culturelles, de rénovation du patrimoine ou de recherches médicales.
Le roi Albert Ier lui a décerné la distinction suivante en 1921 :
- Chevalier de l'ordre de Léopold.